# François Imhoff
François Imhoff, né le 1er janvier 1938 à Paris, est peintre, créateur de vitraux et de décors de théâtre.

## Biographie
Il a exposé en 1994 toute une œuvre de peinture sur céramique sur des formes de vase dessinées par Jacques-Émile Ruhlmann à la Manufacture nationale de Sèvres. En 1996 une exposition "François Imhoff, un décor pour Sèvres" est présentée au musée des arts décoratifs de Bordeaux, puis au musée des Beaux-arts et d'Archéologie Joseph Déchelette ,.
L’œuvre de la compositrice Michèle Reverdy l'a influencé dans ses propres recherches.
L'écrivain Claude Michel Cluny a publié plusieurs ouvrages (François Imhoff, édition de La Différence, coll. État des lieux, octobre 1993  (ISBN 2-7291-0951-X)) et articles (notamment à la NRF) sur l’œuvre de François Imhoff.